# 大山晋弥
大山 晋弥（おおやま しんや、1993年4月2日 - ）は、日本のラグビー選手。

## プロフィール
- 京都府京都市出身。
- ポジションはウィング(WTB)。
- 身長 180cm、体重 97kg
- ニックネームはしんや。
- U17近畿ブロック候補に選ばれたことがある[1]。

## 来歴
洛西ラグビースクール出身である。
2012年、京都成章高校卒業後、ヤマハ発動機ジュビロに加入。なお京都成章高校時代、高校日本代表候補に選ばれたことがある。
2017年、ヤマハ発動機ジュビロを退団した。